# Laugh Now Cry Later
Laugh Now Cry Later è un singolo del rapper americano-canadese Drake, pubblicato il 14 agosto 2020.
Il brano vede la partecipazione del rapper statunitense Lil Durk.

## Pubblicazione
Drake ha annunciato l'uscita del singolo il 12 agosto precedente tramite la pubblicazione di alcune clip sui suoi canali social.

## Video musicale
Il video musicale, girato nel quartier generale della Nike a Beaverton e diretto da Dave Meyers, è stato caricato sul canale YouTube di Drake in concomitanza con l'uscita del singolo.

## Tracce
Testi e musiche di Aubrey Graham, Ronald LaTour, Ryan Martinez, Daveon Jackson, Rogét Chahayed e Durk Banks.
1. Laugh Now Cry Later (feat. Lil Durk) – 4:21

## Formazione
Musicisti
- Drake – voce
- Lil Durk – voce aggiuntiva

Produzione
- CardoGotWings – produzione
- G. Ry – produzione
- Rogét Chahayed – produzione
- Yung Exclusive – produzione
- Chris Athens – missaggio
- Noah "40" Shebib – missaggio
- Noel Cadastre – registrazione

## Successo commerciale
Nella Billboard Hot 100 il brano ha fatto il suo ingresso alla 2ª posizione della classifica, bloccato alla vetta da WAP di Cardi B, segnando la quarantunesima top ten di Drake e la prima di Lil Durk. Grazie a 69,8 milioni di streaming è diventata la nona numero uno di Drake nella Streaming Songs, mentre nella Digital Songs ha debuttato alla 4ª posizione con 21 000 copie vendute. Ha infine accumulato un'audience radiofonica pari a 17,1 milioni.
Nella Official Singles Chart britannica ha debuttato alla 4ª posizione grazie a 42 975 unità distribuite, segnando la ventitreesima top ten per Drake e la prima per Lil Durk.
Nella ARIA Singles Chart australiana il singolo è entrato in 3ª posizione, diventando la quattordicesima top ten di Drake e la prima di Lil Durk.

## Classifiche

### Classifiche settimanali
| Classifica (2020) | Posizione massima |
| ----------------- | ----------------- |
| Argentina         | 83                |
| Australia         | 3                 |
| Austria           | 19                |
| Belgio (Fiandre)  | 47                |
| Belgio (Vallonia) | 53                |
| Canada            | 1                 |
| Danimarca         | 20                |
| Estonia           | 19                |
| Francia           | 50                |
| Germania          | 25                |
| Grecia            | 12                |
| Irlanda           | 5                 |
| Islanda           | 14                |
| Italia            | 59                |
| Lituania          | 9                 |
| Norvegia          | 9                 |
| Nuova Zelanda     | 3                 |
| Paesi Bassi       | 22                |
| Portogallo        | 10                |
| Regno Unito       | 4                 |
| Repubblica Ceca   | 57                |
| Romania           | 64                |
| Singapore         | 18                |
| Slovacchia        | 29                |
| Spagna            | 86                |
| Stati Uniti       | 2                 |
| Svezia            | 14                |
| Svizzera          | 5                 |
| Ungheria          | 21                |

### Classifiche di fine anno
| Classifica (2020) | Posizione |
| ----------------- | --------- |
| Canada            | 48        |
| Portogallo        | 89        |
| Stati Uniti       | 41        |
| Svizzera          | 100       |
| Ungheria          | 90        |
| Classifica (2021) | Posizione |
| Canada            | 59        |
| Portogallo        | 143       |
| Stati Uniti       | 45        |